# Brasema corumbae
Brasema corumbae är en stekelart som först beskrevs av William Harris Ashmead 1904.  Brasema corumbae ingår i släktet Brasema och familjen hoppglanssteklar. Inga underarter finns listade.